# Cañaveras
Cañaveras és un municipi de la província de Conca, a la comunitat autònoma de Castella-La Manxa. Limita amb Buciegas, Canalejas del Arroyo, Olmeda de la Cuesta i Villaconejos de Trabaque.

## Curiositats
El poble de Cañaveras va saltar a les primeres pàgines dels diaris quan el comando Gaztelu d'ETA va ser detingut allí en 2004 quan anava cap a Madrid